# Cincinnati (Iowa)
Cincinnati es una ciudad situada en el condado de Appanoose, en el estado de Iowa, Estados Unidos. Según el censo de 2010 tenía una población de 357 habitantes.

## Geografía
Según la Oficina del Censo de los Estados Unidos, la localidad tiene un área total de 4,52 km², la totalidad de los cuales 4,52 km² corresponden a tierra firme y el restante 0 km² a agua, que representa el 0% de la superficie total de la localidad.

## Demografía
Según el censo de 2010, había 357 personas residiendo en la localidad. La densidad de población era de 78,98 hab./km². Había 184 viviendas con una densidad media de 40,71 viviendas/km². El 97,48% de los habitantes eran blancos, el 0,28% asiáticos y el 2,24% pertenecía a dos o más razas. El 1,12% de la población eran hispanos o latinos de cualquier raza.